# Kanton Bismark

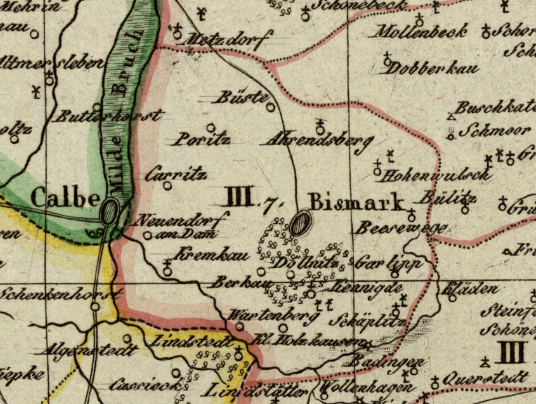
Der Kanton Bismark (III.7) im Distrikt Stendal des Departement der Elbe

Der Kanton Bismark (auch Canton Bismark) war eine Verwaltungseinheit des Königreichs Westphalen. Er bestand von 1807 bis zur Auflösung des Königreichs Westphalen im Oktober des Jahres 1813 und gehörte nach der Verwaltungsgliederung des Königreichs zum Distrikt Stendal des Departement der Elbe. Kantonshauptort (chef-lieu) war Bismark im Landkreis Stendal (Sachsen-Anhalt).

## Geschichte
Im Frieden von Tilsit musste Preußen 1807 neben anderen Gebieten auch die Altmark und das Herzogtum Magdeburg westlich der Elbe an das in diesem Jahr neu gegründete Königreich Westphalen abtreten. Aus diesen Gebieten und kleineren, vom Königreich Sachsen abgetretenen Gebieten wurde das Departement der Elbe gebildet, das in vier Distrikte (Magdeburg, Neuhaldensleben, Stendal und Salzwedel) gegliedert war. Der Distrikt Stendal untergliederte sich weiter in 13 Kantone (cantons), darunter der Kanton Bismark. Zum Kanton Bismark gehörten 10 Gemeinden (von der heutigen Schreibweise abweichende Originalschreibweisen sind kursiv):
- Bismark (Altmark) (Bismark),[3] Flecken, Kantonshauptort (chef-lieu)
- Kremkau, Dorf
- Berkau, Dorf
- Neuendorf am Damm, Dorf, mit Karritz (Carritz)
- Wartenberg, Dorf
- Holzhausen (irrtümlich Klein-Holzhausen), Dorf
- Poritz, Dorf mit Döllnitz
- Könnigde mit Garlipp und Beesewege
- Schäplitz, Dorf
- Büste mit Hohenwulsch und Arensberg (Ahrendsberg).

Die Orte gehörten vor/bis 1807 zum Stendalischen Kreis der Provinz Altmark der Mark Brandenburg.
1808 hatte der Kanton Bismark 3500 Einwohner. Im Dezember 1811 hatte der Kanton Bismark eine Fläche von 2,54 Quadratmeilen und 3700 Einwohner, bzw. 3727 Einwohner. Nach dem Hof- und Staatskalender von 1812 hatte der Kanton Bismark ebenfalls 3700 Einwohner. Kantonmaire war Henning Christian Wilhelm Gottlob von Jeetze zu Berkau.
Mit dem Zerfall des Königreichs Westphalen nach der Völkerschlacht bei Leipzig (16. bis 19. Oktober 1813) wurde das Gebiet des Kantons Bismarck in Kreisamt Bismark umbenannt. In der Kreisreform von 1816 kam das Gebiet des Kantons Bismark bzw. des Kreisamtes Bismark zum Kreis Stendal.